# ビッグ・ヒーロー・シックス
ビッグ・ヒーロー・シックス（Big Hero 6）は、アメリカ合衆国の漫画出版社マーベル・コミックから刊行されたコミック作品のタイトル、及びそれに登場するスーパーヒーローのチーム名である。日本をあらゆる敵から守るために、日本政府と「ギリ(Giri)」社の計画によって、6人の超能力を持つ日本人が集められて結成された。

## 概要
初出は1994年であるが、コミック初の1998年の『サンファイア＆ビッグ・ヒーロー・シックス(Sunfire & Big Hero 6)』で、このときのメンバーは、1970年からX-MENのひとりとしてマーベルコミックで活躍していた日本人スーパーヒーロー、サンファイアに、シルバーサムライ、ベイマックス、ゴーゴー・トマゴ、ヒロ・タカチホ、ハニー・レモンの計6人だった。その後、一部メンバーを入れ替えながらマーベルの他の作品にも登場した。2008年の『ビッグ・ヒーロー・シックス』シリーズでは、ベイマックス、ゴーゴー・トマゴ、ヒロ・タカチホ、ハニー・レモン、エボンサムライ、サンパイアの計6人がチームメンバーとなった。物語の設定は、「広島と長崎への原爆投下によって被害を受けた日本は核兵器を廃絶し、その代わりに自国を守る手段として超能力を持つ人間を集め、ビッグ・ヒーロー・シックスを結成した」というもの。当初、ギリ社を基地としていたが、のちに日本の「クール・ワールド・アミューズメント・パーク」を司令部にし、数々の敵と戦いながら日本を守っている。
原案者はスティーヴン・シーグルとダンカン・ルーローで、カナダ人ヒーローが活躍するマーベルの別のコミック「アルファフライト」の日本人版として考案された。当時のアメコミはシリアスで重いものが主流で、二人はもっと気楽で楽しいものとして、当時日本から発信されていたポップカルチャー的なものを取り入れたいと思い、二人が担当していたアルファフライトの中に日本人ヒーローたちを登場させたところ、マーベルからシリーズ化したいという話が出て「ビッグ・ヒーロー・シックス」が生まれ、後にワサビ・ノ・ジンジャーとフレッド・リックスが、クリス・クレアモントとデイビッド・ナカムラによって加えられた。
シリーズはあまり人気とならず、連載も1年と続かなかったが、マーベルを買収したディズニーがマーベルコミックスの初のディズニーアニメ化に際し、あまり人に知られていないユニークな作品を探していたことから当作品が選ばれ、少年と介護ロボットの友情物語に改変され、2014年に『ベイマックス（邦題）』としてアニメ映画化された。

## チームメンバー
- ヒロ・ハマダ(Hiro hamada)

13歳の天才少年で、全世界を驚嘆させた知能の持ち主。斬新かつユニークな「技術的驚異」を作り出す専門家であり、人造生命体ベイマックスを作った。最初はビッグ・ヒーロー・シックスに対して非協力的だったが、母親が原爆で殺された人間の魂が合体したエクトプラズムであるエヴァーレイスに拉致されたのをチームが救ってくれたことと、敬愛するサンファイアがチームリーダーであることを知ったことから、エヴァーレイスの東京での殺戮を阻止するためチームへの参加を決めた。チーム参加当初は生身だったが、自ら開発した戦闘用飛行アーマースーツを着用するようになる。サンファイアとシルバーサムライがチームを去ったあと、チームリーダーとなる。
- ベイマックス (Baymax）

ヒロによって作られた人造生命体（アンドロイド）の男性。ドラゴンのような形をしている。ヒロの親友であり、ボディーガードでもある。水を主な動力源とし、人間に近い外見からドラゴンのような形態に変身することができる。またベイマックスのメモリ・チップは、ヒロの亡き父親の思考と感情を保持するようにプログラムされている。
- ハニーレモン (Honey Lemon)

マーシャルアーツの達人である美少女。東京理科大学を卒業後、内閣情報室に就職。日本政府のスパイ候補生で科学技術にも精通する。ドラえもんのように、「パワーパース（Power Purse）」と呼ばれるバッグから、自分が考えうるあらゆる道具を取り出すことができる。
本名「ミヤザキ・アイコ」。大阪出身。
- ゴーゴー・トマゴ (Go Go Tomago)

元暴走族だったが、逮捕されたのち、釈放と引き換えに、特殊スーツのテストパイロットになる。このスーツは、自分の体を爆発的なエネルギーの球体に変え、超高速で敵に突貫するように日本政府により設計されたもので、この能力を起動させるためには自分の名前を叫ぶ（「ゴーゴー！」）必要がある。ビッグ・ヒーロー・シックスに参加するために刑務所から釈放された。どちらかといえば人嫌いであり、付き合いの悪さはたとえ相手がチームメイトであっても変わらない。言葉遣いは荒いが正直。チーム一のせっかちである。
本名「タナカ・レイコ」。宇都宮出身。
- シルバー・サムライ (Silver Samurai)

本名はハラダ・ケンイチロウ。
初出は「DAREDEVIL #11」。サンファイアの従兄弟にして、ビッグ・ヒーロー・シックスの行動隊長。日本刀の刀身にタキオンフィールドを生成し、アダマンチウム以外のあらゆる物質を切断する。
- サンファイア (Sunfire)
- エボン・サムライ（Ebon Samurai）

元は警官だったが、死後、日本の悪神・アマツミカボシによって生き返る。
本名、キオシ・ケイシチョー。
- サンパイヤー（Sunpyre）

サンファイアの妹。ハニーレモンが異世界から呼び出した。
本名はレユ・ヨシダ。
- ワサビ・ノ・ジンジャー（Wasabi No-Ginger）

亀岡出身で、寿司職人にして刀の達人。ワサビは生姜ではないの意味している。
- フレッド・リックス (Fred Rix)

北海道に住む、アイヌの子孫。臙脂色のレッド・ゴジラのような恐竜の映像を作り出し、その映像に物理的に攻撃をさせることができる。本名はフラマ・リオン。
- フリー・ワーム（Free-Worm）

ビッグ・ヒーロー・シックスの司令官的立場の女性。ベイ・マックスにアクセスして現場の状況などを監視する。

## その他の登場人物
- ミスター・オーシマ（Mr. Oshima）

ギリ社のスポークスマンで、小柄な男性。または、チームの呼びかけ人。
- エヴァーレイス (Everwraith)

幽霊のように半ば実態のない姿をもつ敵。通常の攻撃ではその身体を傷つけることができない。テレポートと飛行能力を有する。核エネルギーを吸収し、ネクロプラズミック・ブラストを放射する。エヴァーレイスは、第二次世界大戦における広島と長崎の原爆で死亡した犠牲者の残留アストラル体の悪しき顕現である。エヴァーレイスは誕生してから数十年、日本人を大量虐殺した米国に対する復讐を計画し続けた。しかし、戦争の記憶とともに核の記憶が日本人から薄れ始めると、エヴァーレイスの存在そのものが弱まり始めた。彼は、自らが愛する国ニッポンが、究極の愛国者たる自分に背を向けたと思い、日本の文化を彼／彼らが死ぬ以前の姿に戻したいと望んだ。彼は、核による大虐殺こそが日本に経済的かつ技術的な優越性をもたらしたとして、日本が現在の惰弱さから抜け出して再発展するためには再び日本を核の炎で焼く必要があると狂信し、そのためにサンファイアのミュータント能力を悪用しようと画策した。ビッグ・ヒーロー・シックスの活躍で彼の暴走は食い止められ、サンファイアの怒りの炎で焼き尽くされたエヴァーレイスは今度こそ本当の死を迎えた。

## 映像化
- アニメ映画『ベイマックス』(Big Hero 6) 2014年 - ディズニー制作・配給。本作をベースにしてキャラクター名などは踏襲しているものの、作画を含め6人のメンバーや舞台などまったく違うものに変更されている。
  - 『ベイマックス ザ・シリーズ』(Big Hero 6: The Series) - 上記ディズニー映画の続編のアニメシリーズ。